# Erfolg
Pour plus de détails, voir Fiche technique et Distribution.
Erfolg est un film allemand réalisé par Franz Seitz Jr., sorti en 1991.

## Synopsis
À Munich dans les années 1920, un galeriste expose les œuvres d'une femme s'étant suicidé, s'exposant à la controverse.

## Fiche technique
- Titre : Erfolg
- Réalisation : Franz Seitz Jr.
- Scénario : Franz Seitz Jr. d'après le roman de Lion Feuchtwanger
- Musique : Karl Amadeus Hartmann et Friedrich Meyer
- Photographie : Rudolf Blahacek
- Montage : Gisela Haller
- Production : Ferdinand Althoff et Franz Seitz Jr.
- Société de production : Franz Seitz Jr. Filmproduktion et Telepool
- Pays :  Allemagne
- Genre : Drame
- Durée : 265 minutes
- Dates de sortie : 
  -  Allemagne : 28 février 1991

## Distribution
- Bruno Ganz : Jacques Tüverlin
- Franziska Walser : Johanna Krain
- Peter Simonischek : Dr. Martin Krüger
- Mathieu Carrière : Erich Bornhaak
- Gudrun Gabriel : Anna Elisabeth Haider
- Manfred Zapatka : Kaspar Pröckl
- Thomas Holtzmann : Dr. Franz Flaucher
- Jutta Speidel : Katharina von Radolny
- Gerd Anthoff : Paul Hessreither
- Günter Mack : Förtsch
- Dietrich Mattausch : Dr. Hartl
- Toni Berger : le baron Reindl
- Niels Clausnitzer : Dr. Gsell
- Christoph Künzler : Dellmeier
- Anton Feichtner : Franz-Xaver Ratzenberger
- Elfriede Kuzmany : Mathilde Berath
- Thekla Mayhoff : Amalie Sandhuber
- Carola von Herder : Insarowa
- Ludwig Haas : lé général Ludendorff
- Anouschka Renzi : Mlle. Sernau
- Hans Kraus : Hillinger

## Distinctions
Le film a été présenté en sélection officielle en compétition lors de Berlinale 1991.